# Dexia dejeanii
Dexia dejeanii là một loài ruồi trong họ Tachinidae.